# Surchandarja
Surchandarja (uzbecky Surxondaryo) je řeka v Surchandarjinském vilajátu v Uzbekistánu. Její délka činí 175 km. Od pramenů Karatagu je to 287 km. Povodí má rozlohu 13 500 km².

## Průběh toku
Vzniká soutokem řek Tupalangdarja a Karatag, které stékají z jižního svahu Hissarského hřbetu. Je pravým přítokem Amudarji.

## Vodní režim
Nejvodnější je od června do srpna. Průměrný dlouhodobý průtok je 65,8 m³/s ve vzdálenosti 6 km od ústí (záměrná čára Manguzar).

## Využití
Na řece byla vybudována Jihosurchanská přehrada.